# Iglesia de San Esteban (Eguino)
La iglesia de San Esteban es un edificio situado en el concejo español de Eguino, en la provincia de Álava.

## Descripción
El edificio se encuentra en el concejo español de Eguino, del municipio de Aspárrena, perteneciente a la provincia de Álava, en la comunidad autónoma del País Vasco. Se menciona como iglesia parroquial del lugar en el séptimo volumen del Diccionario geográfico-estadístico-histórico de España y sus posesiones de Ultramar de Pascual Madoz, donde aparece descrita con las siguientes palabras: «igl. parr. (San Esteban) servida por 2 beneficiados del cabildo». En el tomo de la Geografía general del País Vasco-Navarro dedicado a Álava y escrito por Vicente Vera y López, se dice lo siguiente: «Su iglesia parroquial, dedicada á San Esteban, pertenece al arciprestazgo de Salvatierra y es de categoría rural de segunda clase».